# Gaichtpass
Gaichtpass är ett bergspass i Österrike. Det ligger i distriktet Reutte och förbundslandet Tyrolen, i den västra delen av landet, 400 km väster om huvudstaden Wien. Passet ligger 1 104 meter över havet.
Terrängen runt Gaichtpass är bergig åt sydost och kuperad åt nordväst. Runt passet är det ganska glesbefolkat, med 26 invånare per kvadratkilometer.. Närmaste större samhälle är Reutte, 8,4 km öster om Gaichtpass. 
I omgivningarna runt passet växer i huvudsak barrskog.